# 谢尔维莱尔
谢尔维莱尔（法語：Scherwiller，法語發音：[ʃɛʁvilɛʁ]）是法国下莱茵省的一个市镇，位于该省南部，属于塞莱斯塔-埃尔什泰因区。谢尔维莱尔亦是塞莱斯塔城市圈的一部分，位于塞莱斯塔市区的西北部。

## 地理
谢尔维莱尔（48°17'15"N, 7°25'4"E）面积18.08 平方千米，位于法国大東部大區下莱茵省，该省份为法国大陆部分最东部的省份，是阿尔萨斯的一部分，今与上莱茵省组成了阿尔萨斯欧洲集体，其南至上莱茵省，西南接孚日省和默尔特-摩泽尔省，西接摩泽尔省，北与德国接壤，东侧沿莱茵河与德国相望。
与谢尔维莱尔接壤的市镇（或旧市镇、城区）包括：沙特努瓦、当巴克城、迪芬塔勒、埃伯赛姆、讷布瓦、圣皮埃尔布瓦、塞莱斯塔。
谢尔维莱尔的时区为UTC+01:00、UTC+02:00（夏令时）。

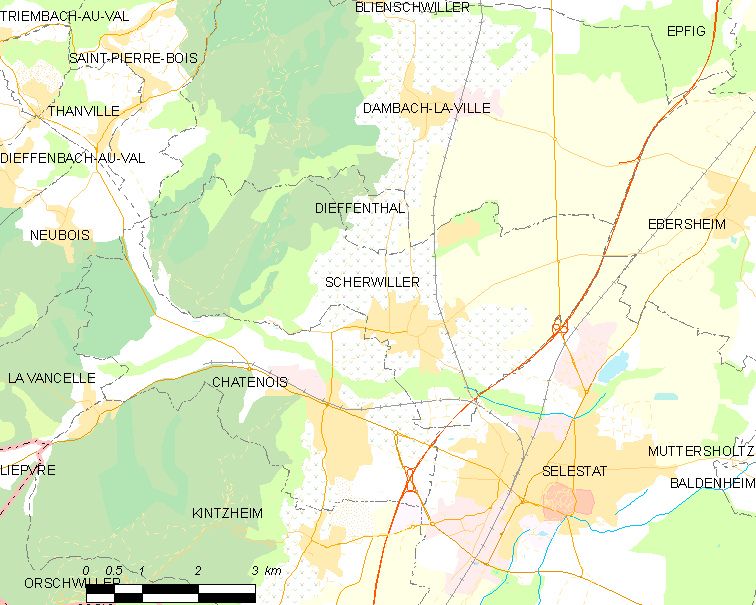
谢尔维莱尔的OSM定位图

## 行政
谢尔维莱尔的邮政编码为67750，INSEE市镇编码为67445。

## 政治
谢尔维莱尔所属的省级选区为塞莱斯塔县。

## 人口

1962-2008年间谢尔维莱尔人口变化图示

谢尔维莱尔于2022年1月1日时的人口数量为3121人。